# Sonic, le film
Pour les articles homonymes, voir Sonic the Hedgehog (homonymie).
Série Sonic
Sonic 2, le film
(2022)
Pour plus de détails, voir Fiche technique et Distribution.
Sonic, le film ou Sonic le hérisson au Québec (Sonic the Hedgehog) est un film américano-nippo-canadien réalisé par Jeff Fowler, sorti en 2020.
Il s'agit d'une adaptation cinématographique, mêlant animation et prise de vues réelles, du personnage Sonic, tirée de la série de jeux vidéo du même nom éditée par Sega.
Le film suit Sonic, un hérisson anthropomorphe bleu qui vient d'une autre planète et a le pouvoir de courir à une vitesse prodigieuse. Un jour, il provoque accidentellement une panne de courant massive qui s'étend sur tout le Nord-Ouest Pacifique. Le gouvernement fait alors appel au Dr Robotnik, un scientifique excentrique et fan de robotique, pour comprendre ce qui s'est passé. Pendant ce temps, le shérif de Green Hills, Tom Wachowski, rencontre Sonic et décide de l'aider en se rendant à San Francisco pour récupérer les anneaux qu'il a perdu, qui lui permettront de s'échapper vers une autre planète. Sur le chemin, ils doivent contrer les attaques des drones de Robotnik, qui souhaite capturer le hérisson bleu et s'emparer de son pouvoir.
Avec plus de 58 millions de dollars de recettes récoltés en seulement une journée, il est le meilleur démarrage pour une adaptation de jeu vidéo de tous les temps au cinéma.

## Synopsis
Sur une planète éloignée de la Terre, Sonic, un petit hérisson bleu anthropomorphe qui a la capacité de courir à une vitesse prodigieuse, est recherché par une tribu d'échidnés anthropomorphes qui convoitent son pouvoir. Sa protectrice, Longclaw, une chouette, lui confie un sac rempli d'anneaux qui créent des portails permettant de se téléporter où l'on souhaite. Elle en utilise un pour envoyer Sonic sur Terre et se sacrifie pour le protéger des échidnés.
Dix ans plus tard, maintenant adolescent, alors qu'il jouit d'une vie secrète près de la ville de Green Hills, dans le Montana, Sonic aspire à se faire des amis. Il idolâtre le shérif local, Tom Wachowski (qu'il surnomme « le seigneur des donuts »), et son épouse vétérinaire, Maddie, mais ignore que le couple envisage de quitter la ville pour s'installer à San Francisco, ville dans laquelle Tom a été embauché par le service de police.
Une nuit, alors qu'il joue tout seul au baseball, Sonic est soudainement bouleversé par sa solitude. Sa tristesse est telle qu'il se met à courir sans arrêt sur les bases du terrain jusqu'à déclencher, par inadvertance, une surtension qui provoque une panne générale sur tout le Nord-Ouest Pacifique. Voulant découvrir l'origine de ce phénomène, les membres du département de la Défense des États-Unis décident de confier le dossier au Dr Robotnik, un scientifique de génie spécialisé dans la robotique qui leur a déjà apporté son aide. Son caractère excentrique et imprévisible les font cependant douter de l'issue de cette enquête.
Robotnik découvre rapidement que la surtension a été causée par une créature extraterrestre, puis envoie des soldats et des drones à sa recherche. Sonic se cache alors dans le garage des Wachowski afin d'ouvrir un portail donnant sur un monde rempli de champignons géants, où il sera à l'abri. Tom, croyant qu'il s'agit de ratons-laveurs, arrive dans le garage et, surpris de voir le hérisson les deux hurlent de peur et Tom lui tire dessus accidentellement avec un tranquillisant. Sous l'effet de l'anesthésie, ce dernier fait tomber un anneau qui ouvre un portail menant vers San Francisco, avant de s'évanouir en lâchant son sac d'anneaux qui passe à travers le portail et atterrit au sommet de la Transamerica Pyramid.
À son réveil, Sonic demande à Tom de l'aider à échapper aux militaires et aux robots qui sont à sa recherche. Ce dernier accepte à contrecœur, au moment où Robotnik arrive à la maison et menace de l'accuser de trahison s'il ne lui révèle pas la localisation du hérisson bleu. Après une lutte acharnée contre un drone du savant, ils s'échappent de la maison et partent en direction de San Francisco. C'est durant le voyage que le duo fait plus ample connaissance, ce qui permet à Tom d'apprendre le désir de Sonic d'avoir un véritable ami. Il lui explique également son intention de quitter Green Hills pour travailler dans la police de San Francisco. Au moment où le hérisson désapprouve cette idée, une nouvelle bataille éclate entre le duo et des drones de Robotnik. Tom et Sonic en sortent vainqueurs, mais ce dernier se retrouve inconscient à cause de l'explosion d'un mini-drone.
Arrivé à San Francisco, Tom se rend chez Rachel (la sœur de Maddie qui le déteste et souhaite que sa sœur divorce à tout prix) où Maddie réanime Sonic. Pendant que Tom explique la situation à son épouse, le hérisson reçoit une nouvelle paire de chaussures de la part de Jojo (la fille de Rachel et nièce de Tom et Maddie) (la même paire que Sonic porte dans les jeux). Pendant ce temps, en analysant une épine de Sonic que Tom avait découverte un peu plus tôt, Robotnik découvre que le hérisson bleu peut générer une énergie potentiellement infinie qui lui permettrait d'améliorer ses robots.
Plus tard, le trio prend la direction de la Transamerica Pyramid et récupère enfin le sac d'anneaux. Au moment où Sonic s'apprête à partir à contrecœur pour la planète aux champignons, Robotnik arrive dans un aéroglisseur et les attaque. Le hérisson utilise un anneau pour renvoyer Tom et Maddie à Green Hills afin de les protéger, puis fuit le savant qui utilise la puissance de l'épine du hérisson pour aller à la même vitesse que lui. Les deux ennemis se lancent dans une course-poursuite acharnée à travers le monde à l'aide des anneaux, au cours de laquelle Robotnik ne cesse de tirer sur Sonic mais sans arriver à le toucher, pour finalement revenir à Green Hills. Juste avant que le hérisson traverse ce dernier portail, le scientifique parvient à le toucher et le hérisson est assommé. Alors que Robotnik s'apprête à s'emparer de son corps pour le disséquer, Tom intervient avec d'autres habitants et au moment ou Tom considère Sonic comme son ami, le hérisson se réveille en libérant une énorme source d'énergie lui permettant de se relever puis de récupérer l'énergie utilisée par Robotnik pour alimenter son aéroglisseur. Sonic assène de nombreux coups à l'appareil jusqu'à l'expédier avec son pilote vers la planète Champignon à travers un portail ouvert par Tom.
Débarrassé de Robotnik, rien n'oblige désormais Sonic à quitter la Terre. Tom et Maddie décident de rester à Green Hills et de laisser le hérisson bleu vivre avec eux, après qu'ils ont aménagé une chambre pour ce dernier dans leur grenier. De son côté, le gouvernement américain efface toutes les preuves des événements récents, y compris l'existence de Robotnik.
Quatre-vingt-sept jours plus tard, sur la planète Champignon, Robotnik s'est complètement rasé les cheveux et a laissé pousser sa moustache. Son séjour prolongé dans cet environnement inhospitalier semble avoir eu raison de sa santé mentale. Toujours en possession de l'épine de Sonic et des restes de son aéroglisseur, il est persuadé qu'il trouvera un moyen de survivre sur cette planète et s'imagine revenir sur Terre « pour Noël prochain ».

### Scène post-générique
Sur une colline, un anneau apparaît et Tails, un renard à deux queues, en sort avant de s'envoler à la recherche de Sonic, qu'il localise, en espérant ne pas arriver trop tard.

## Fiche technique
Sauf indication contraire, les informations mentionnées dans cette section peuvent être confirmées par les bases de données cinématographiques IMDb et Allociné,  présentes dans la section « Liens externes ».
- Titre original : Sonic the Hedgehog (États-Unis et Canada) ; Sonikku za mûbî (ソニック・ザ・ムービー?) (Japon)
- Titre français : Sonic, le film
- Titre québécois : Sonic le hérisson[1]
- Réalisation : Jeff Fowler
- Scénario : Patrick Casey et Josh Miller, d'après les personnages créés par Yuji Naka, Naoto Ōshima et Hirokazu Yasuhara
- Musique : Tom Holkenborg
- Direction artistique : Chris Beach, Craig Humphries, Grant Van Der Slagt et Loic Zimmermann
- Décors : Sean Haworth et Sonja Klaus
- Costumes : Debra McGuire
- Photographie : Stephen F. Windon
- Son : Erik Aadahl, Anna Behlmer, Tim Hoagland, Mark Paterson, Ethan Van der Ryn, Drew Webster
- Montage : Debra Neil-Fisher et Stacey Schroeder
- Production : Toby Ascher, Takeshi Ito, Neal H. Moritz et Toru Nakahara
  - Production exécutive : Allegra Clegg
  - Production déléguée : Jeff Fowler, Masanao Maeda, Tim Miller, Nan Morales, Hajime Satomi et Haruki Satomi
  - Production associée : Mie Onishi et Chuck Williams
  - Coproduction : Dan Jevons, Dmitri M. Johnson et Karina Rahardja
- Sociétés de production[2] : Original Film, Paramount Pictures et Sega
- Sociétés de distribution : Incendo Média (Québec) ; Paramount (France) ; Toho-Towa (Japon) ; Paramount/Sony (Belgique)[3] ; Warner Bros. (Suisse)[3]
- Budget : 85 millions USD[4]/95 millions USD[5]
- Pays de production :  États-Unis,  Japon,  Canada
- Langues originales : anglais, français, persan
- Format[6] : couleur — 35 mm/numérique — 2,39:1 (CinemaScope) — son Dolby Digital/DTS (DTS: X)/Dolby Atmos/Dolby Surround 7.1/Auro 11.1/D-Cinema 96 kHz 7.1/12-Track Digital Sound
- Genre : aventures
- Durée : 99 minutes
- Dates de sortie[7] :
  - France, Suisse romande : 12 février 2020[8],[9]
  - États-Unis, Canada, Québec : 14 février 2020[1]
  - Japon : 26 juin 2020
  - Belgique : 19 février 2020[10]
- Classification[11] :
  - États-Unis : des scènes peuvent heurter les enfants - accord parental souhaitable (PG - Parental Guidance Suggested)[Note 2]
  - Canada : certaines scènes peuvent heurter les enfants - accord parental souhaitable (PG - Parental Guidance)
  - Japon : tous publics - pas de restriction d'âge (Eirin - G)
  - Québec : tous publics (G - General Rating)[1]
  - France : tous publics[12]
  - Belgique : tous publics (KT/EA : Kinderen Toegelaten/Enfants Admis)[10],[13]
  - Suisse romande : interdit aux moins de 8 ans[14]

## Distribution

### Animation

#### Voix originales
- Ben Schwartz : Sonic (voix et capture de mouvement faciale)
- Colleen O'Shaughnessey (en) : Tails (caméo)
- Donna Jay Fulks (en) : Longclaw

#### Voix françaises
- Malik Bentalha[15] : Sonic
- Marie-Eugénie Maréchal[Note 3] : Tails (caméo)
- Françoise Cadol : Longclaw

 Source et légende : Version française (VF) sur AlloDoublage

#### Voix québécoises
- Maël Davan-Soulas : Sonic
- Sébastien Reding : Tails (caméo)
- Mylène Mackay : Grand-Bec

 Source et légende : version québécoise (VQ) sur Doublage.qc.ca

### Prises de vues réelles
- James Marsden (VF : Damien Boisseau ; VQ : Martin Watier) : shérif Thomas Michael[réf. nécessaire] « Tom » Wachowski
- Jim Carrey (VF : Emmanuel Curtil ; VQ : Daniel Picard) : Dr Robotnik
- Tika Sumpter (VF : Déborah Claude ; VQ : Florence Blain Mbaye) : Maddie Wachowski
- Adam Pally (VF : Eilias Changuel ; VQ : Alexandre Fortin) : officier[réf. nécessaire] Wade Whipple
- Natasha Rothwell (VF : Anne Mathot ; VQ : Catherine Hamann) : Rachel
- Neal McDonough (VF : Bruno Dubernat ; VQ : Gilbert Lachance) : commandant Bennington
- Lee Majdoub (VF : Jérémy Prévost ; VQ : Renaud Paradis) : agent Rock (VF)/agent Duroc (VQ)
- Tom Butler (VF : Michel Dodane ; VQ : Marc Bellier) : général Kenneth[réf. nécessaire] Walters, vice-chef d'État-Major des armées
- Frank C. Turner (VQ : Jean-Marie Moncelet) : Carl le Dingo (VF)/Carl le fou (VQ)

Version française
- Studio de doublage : Studios de Saint-Ouen.
- Direction artistique : Hervé Rey.
- Adaptation : Marc Girard-Igor.

Version québécoise
- Studio de doublage : Cinélume Post-Production Inc.
- Direction artistique : Sébastien Reding.
- Adaptation : Aurélie Laroche.

## Production

### Développement
En 2013, Sony Pictures Entertainment acquiert les droits de distribution d'un film avec Sonic. En décembre 2013, un film mêlant animation et prise de vues réelles est développé par Sony Pictures et Marza Animation Planet. La production est notamment assurée par Neal H. Moritz via sa société Original Film et par Takeshi Ito et Mie Onishi. Le scénario est signé par Evan Susser et Van Robichaux. En 2016, Hajime Satomi, PDG de Sega, annonce le film pour 2018. La société Blur Studio et le réalisateur Jeff Fowler sont chargés de développer le film. Jeff Fowler fait alors ses grands débuts de réalisateur. Le scénario est ensuite réécrit par Patrick Casey et Josh Miller.
En Décembre 2017, Paramount Pictures récupère les droits après l'abandon de Sony. L'équipe de production reste la même. En février 2018, il est annoncé que le film sortira le 9 décembre 2019. Mais après les critiques concernant le physique du hérisson bleu par les fans, le réalisateur a finalement décidé de repousser la sortie du film au 14 février 2020.
Le 9 décembre 2019, Paramount Pictures diffuse une nouvelle bande annonce, dévoilant le nouveau design de Sonic, ressemblant davantage au personnage des jeux.

### Attribution des rôles
En mai 2018, Paul Rudd est annoncé dans le rôle d'un policier nommé Tom ami avec Sonic. Cependant, James Marsden est engagé par la suite, pour le rôle de Tom.
En juin 2018, Tika Sumpter rejoint la distribution, et Jim Carrey obtient le rôle du Dr Robotnik. En août 2018, Ben Schwartz est choisi pour prêter sa voix à Sonic. Adam Pally et Neal McDonough sont ensuite annoncés au casting.

### Tournage
Le tournage débute le 31 juillet 2018 à Vancouver, sous le titre Casino Night (en référence au quatrième niveau de Sonic the Hedgehog 2 sur Mega Drive). Le tournage se déroule dans d'autres villes de Colombie-Britannique, comme Coquitlam et Burnaby, ainsi que New York.

## Musique
Le film contient la chanson Where Evil Grows par The Poppy Family (en), lors de la scène où le Dr Robotnik danse[réf. à confirmer] et la chanson Don't Stop Me Now par Queen pendant la scène où Sonic court avec une tortue et la suivante où il fait une démonstration de sa vitesse dans sa grotte secrète[réf. à confirmer].

### Bande originale
La bande originale du film s'intitule Speed Me Up et est interprétée par Wiz Khalifa, Lil Yachty, Ty Dolla $ign et SuecoTheChild[réf. à confirmer].

## Accueil

### Accueil critique

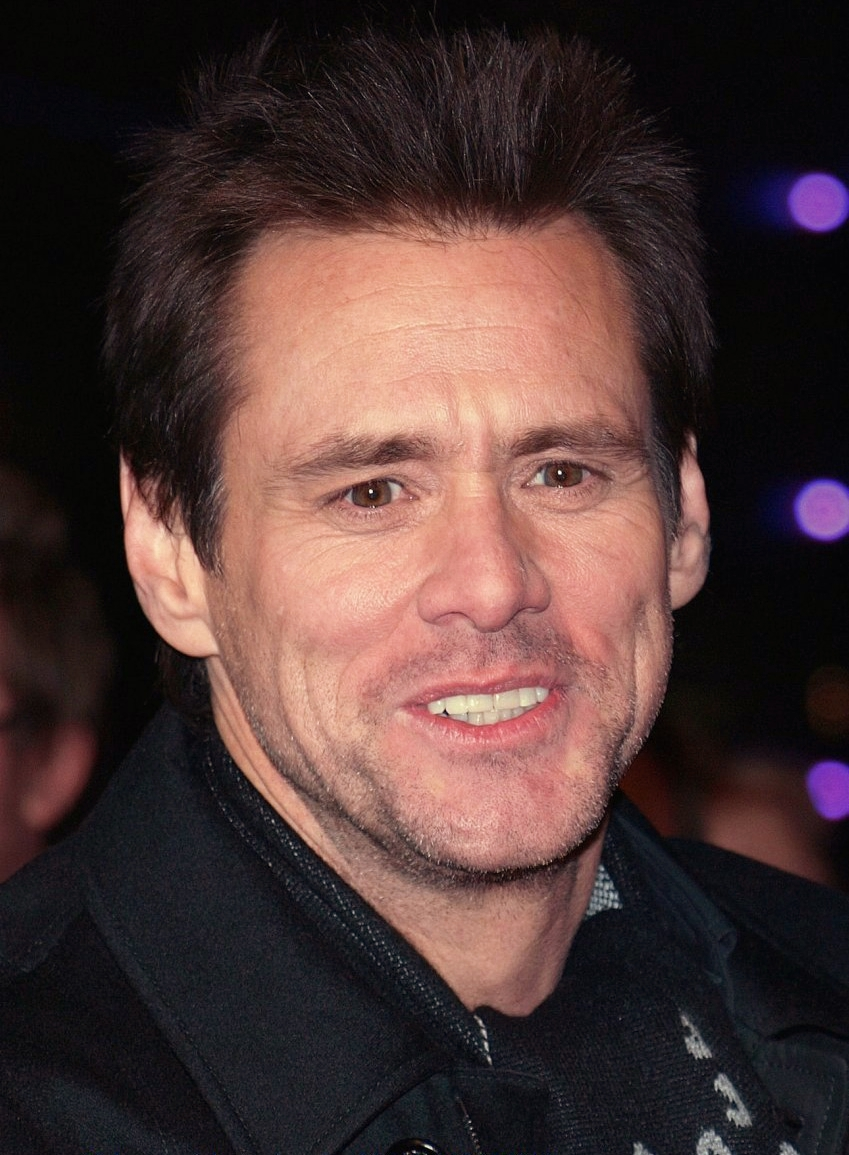
Jim Carrey (photographié en 2008) a été salué par la critique pour sa performance en tant que Dr Robotnik qui l'a comparée aux rôles énergiques du début de sa carrière.

Avec une note moyenne de 2,0⁄5 sur le site Allociné, l'adaptation cinématographique du jeu vidéo Sonic n'a pas réussi à convaincre l'ensemble de la presse française. Pour L'Obs : « Dans une mise en scène mécanique, cette aventure destinée aux très jeunes est sauvée par un humour cartoon et des dialogues riches en second degré. ». Du côté du quotidien Le Parisien, le film est décevant sur tous ses aspects : « Animation, scénario, jeu des acteurs... Le long-métrage consacré au petit hérisson bleu se révèle bancal à tous les niveaux. ».

### Box-office
Avec plus de 58 millions de dollars de recettes récoltés en seulement une journée, il est le meilleur démarrage pour une adaptation de jeu vidéo de tous les temps au cinéma,,,.
Le premier jour de sa sortie en France, il cumule 126 567 entrées, ce qui le place 1er, devant Le Prince oublié. Dès sa première semaine de diffusion, le film cumule 771 015 entrées en France, ce qui le place 1er de la semaine devant Le Prince oublié (457 031 entrées) et Ducobu 3 (385 170 entrées), devenant le meilleur démarrage pour un film au cinéma en France en 2020,.
| Pays ou région       | Box-office        | Date d'arrêt du box-office | Nombre de semaines |
| -------------------- | ----------------- | -------------------------- | ------------------ |
| États-Unis et Canada | 148 974 665 $     | ?                          | ?                  |
| France               | 2 113 220 entrées | ?                          | ?                  |
| Total mondial        | 319 715 683 $     | ?                          | ?                  |

### Controverses sur ledesignde Sonic
Lors de la première bande-annonce, de nombreuses critiques négatives sont émises à propos du design du personnage principal,,. Celui-ci est jugé trop humain, notamment son visage.
Le réalisateur Jeff Fowler réagit à ces critiques sur Twitter et promet de changer le design du hérisson bleu : « Merci pour votre soutien. Et vos critiques. Le message est clair et net... Vous n'êtes pas satisfaits du design et vous désirez des changements. C'est ce qui va se produire. Tout le monde, chez Paramount et Sega, s'est totalement engagé à faire la MEILLEURE version possible de ce personnage. » (notez le #gottafixfast, référence au « Gotta go fast » de Sonic, qui peut ici être traduit par « (je dois) l'arranger rapidement »)[non pertinent]. Le design a ainsi été retravaillé et le Sonic du film ressemble plus à celui des jeux vidéo, malgré tout de même quelques différences. En raison de ces modifications, la date de sortie du film a été repoussée pour février 2020 soit deux mois après la date de sortie initialement prévue.
Dans le film Tic et Tac, les rangers du risque sorti en 2022, le Sonic du premier design apparaît dans une scène où il fait référence aux plaintes qu'il a reçues sur internet.[non pertinent]

## Distinctions
Sauf indication contraire, les informations mentionnées dans cette section peuvent être confirmées par la base de données cinématographiques IMDb,  présente dans la section « Liens externes ».

### Récompenses

#### 2020
- The Joey Awards : Meilleure actrice dans un second rôle dans un téléfilm ou un long métrage pour Melody Nosipho Niemann

#### 2021
- Critics' Choice Super Awards[50] : Meilleur méchant dans un film pour Jim Carrey
- HCA Awards : Meilleurs effets visuels ou meilleure performance animée pour Ben Schwartz

### Nominations et sélection

#### 2020
- IFJA Awards : Meilleure performance de capture vocale / de mouvement pour Ben Schwartz
- SXSW Film Festival : Excellence dans la conception de la séquence titre pour Cecilia de Jesus et William Lebeda

#### 2021
- Saturn Awards : Meilleur film fantastique
- Critics' Choice Super Awards[50] :
  - Meilleur film de super-héros
  - Meilleur acteur dans un film de super-héros pour Jim Carrey
  - Meilleur acteur dans un film de super-héros pour Ben Schwartz
- Hawaii Film Critics Society Awards : meilleurs effets visuels
- HCA Awards :
  - Meilleur film d'action
  - Meilleurs effets visuels pour Ged Wright
- Huading Awards : Meilleur second rôle masculin mondiale dans un long métrage pour Jim Carrey
- Kids' Choice Awards :
  - Film préféré
  - Acteur préféré pour Jim Carrey

## Autour du film

### Éditions en vidéo
En France, le film est sorti en VOD le 6 avril 2020. Il est également sorti en DVD, Blu-ray, Blu-ray Ultra HD et dans une édition SteelBook Blu-ray Ultra HD le 24 juin 2020.
Au Québec, le film est sorti en copie numérique le 31 mars 2020, puis en DVD, Blu-ray et Blu-ray Ultra HD le 19 mai 2020.

### Suite
Lors d'une interview en janvier 2020, Jim Carrey a évoqué le fait que l'expansion du personnage du Dr Robotnik pourrait conduire à une suite potentielle : « I wouldn’t mind going to do another one because it was so much fun, first of all, and a real challenge to try to convince people that I have a triple-digit IQ... There is so much room, you know, Robotnik has not reached his apotheosis. » (« Ca ne me dérangerait pas d'en faire un autre parce que c'était si amusant, tout d'abord, et un vrai défi d'essayer de convaincre les gens que j'ai un QI à 3 chiffres... Il y a tellement d'espace, vous voyez, Robotnik n'a pas atteint son apothéose. »).
En mars 2020, James Marsden a confirmé qu'il avait signé pour quelques suites supplémentaires, déclarant : « Je crois, je ne sais pas si je suis censé en dire autant qu'ils veulent faire. Oui, c'est ma réponse quelque peu vague. C'est un si bon groupe de personnes et c'était tellement amusant de voir Jim Carrey s'amuser à nouveau. Je pense que c'était son deuxième week-end d'ouverture de tous ses films. J'étais un peu étonné de cette statistique. Il avait juste un grand sourire sur son visage et il serrait tout le monde dans ses bras. J'avais juste l'impression que c'était une chose tellement cool.[pas clair] ».[réf. nécessaire]
Une suite a été annoncée le 28 mai 2020, avec Jeff Fowler, Pat Casey et Josh Miller revenant respectivement en tant que réalisateur et scénaristes. Il a également été confirmé que Tim Miller, Hajime Satomi et Haruki Satomi reviendront également en tant que producteurs délégués et que Neil H. Mortiz, Toby Ascher et Toru Nakahara produiront la suite.
Le 9 février 2021, un trailer de la suite avec seulement le titre du film a été mis en ligne.